# Red Special
Pour l'album promotionnel homonyme, voir Red Special (album).
La Red Special est la guitare électrique personnelle de Brian May, connu principalement comme cofondateur et  guitariste du groupe de rock britannique Queen. La Red Special est un modèle unique, fabriqué à la main avec des pièces neuves et de récupération. Cette guitare a ensuite été copiée pour May par plusieurs luthiers indépendants, et l'on trouve dans le commerce des répliques plus ou moins fidèles fabriquées en série.
Le nom de Red Special, littéralement « Spéciale Rouge », vient de la couleur brun-rouge de la guitare. Celle-ci fut peinte à la main et de multiples couches de vernis plastique viennent la protéger.

## Fabrication
Brian May, avec l'aide de son père, Harold, commence la fabrication de la Red Special au mois de mars 1963. Sa fabrication dure près de deux ans. La majorité du bois utilisé provient du linteau d'une vieille cheminée, qu'un ami de la famille s'apprêtait à jeter. Le manche est travaillé à la main jusqu'à prendre la forme désirée, chose malaisée vu l'âge et la piètre qualité du bois employé. À ce jour, selon May, il reste deux trous de vers dans la guitare.
Le manche est ensuite complété par une touche en chêne, comportant 24 frettes. Les inserts sont réalisés à la main à partir de boutons de nacre. May les dispose d'une façon inhabituelle : deux inserts aux 7e et 19e frettes, et trois aux 12e et 24e.
Le corps est constitué de chêne, d'acajou et de contreplaqué latté. Le bloc de bois central est collé à ceux des côtés puis est recouvert de deux feuilles d'acajou pour lui donner l'apparence d'une guitare à corps massif. Une bordure d'ornement blanche est ensuite apposée. Pour l'électronique, May choisit une configuration à trois microphones et fait lui-même le chevalet. Les microphones sélectionnés sont de marque Burns Tri-Sonic, rebobinés à l'envers pour inverser la polarité. Les bobinages sont imprégnés de résine époxy afin de réduire leur sensibilité microphonique. Au départ, May tente d'employer des micros entièrement bobinés main, comme il l'a déjà fait sur sa première guitare électrique, mais renonce, peu satisfait du résultat.
Le système de vibrato est construit dans le but de réduire la friction, afin de limiter les problèmes de désaccordage. Il est constitué d'une lame de couteau en acier trempé sur laquelle pivote le bloc d'attache des cordes, maintenu par deux ressorts de soupape de motocyclette utilisés pour contrebalancer la tension appliquée aux cordes. L'équilibrage de tension peut être modifié en serrant deux vis traversant les ressorts, de l'intérieur, ou encore de l'extérieur grâce à deux trous d'accès ménagés près du bouton de sangle du bas de l'instrument. Afin de réduire la friction, les pontets du chevalet sont équipés de roulements permettant aux cordes de mieux glisser lors de l'usage du bras de vibrato. Ce même bras est récupéré sur un support de sacoche de vélo, et agrémenté à son extrémité d'un bout d'aiguille à tricoter en plastique blanc.
Au bout du manche, les cordes passent sur une frette zéro puis dans un sillet à guide de cordes en bakélite. Le trajet assez rectiligne des cordes entre le sillet et les chevilles permet aussi de réduire les frictions.
À l'origine, la guitare était équipée d'un système de distorsion intégré, récupéré sur une boîte d'effet Vox et spécialement adapté. L'interrupteur contrôlant cet effet était placé face aux interrupteurs d'inversion de phase. Cependant, May enleva rapidement ce circuit. Il choisit d'utiliser une pédale de type treble booster permettant d'amplifier les fréquences aiguës, couplée à un amplificateur Vox AC 30. Le trou laissé par l'interrupteur est aujourd'hui recouvert par un insert en forme d'étoile, mais à l'époque, un simple morceau de bande autocollante remplissait cette fonction.
De nos jours, May utilise toujours la même configuration guitare-treble booster-ampli. Seul le modèle de treble booster a changé : un modèle fabriqué par Greg Fryer a remplacé la Dallas Rangemaster des débuts. En studio comme sur scène, le Vox AC 30 est généralement poussé à fond et le volume est contrôlé depuis la guitare.
Au total, May aurait dépensé 17,50 £ pour fabriquer sa guitare.

## Répliques

### Copies industrielles

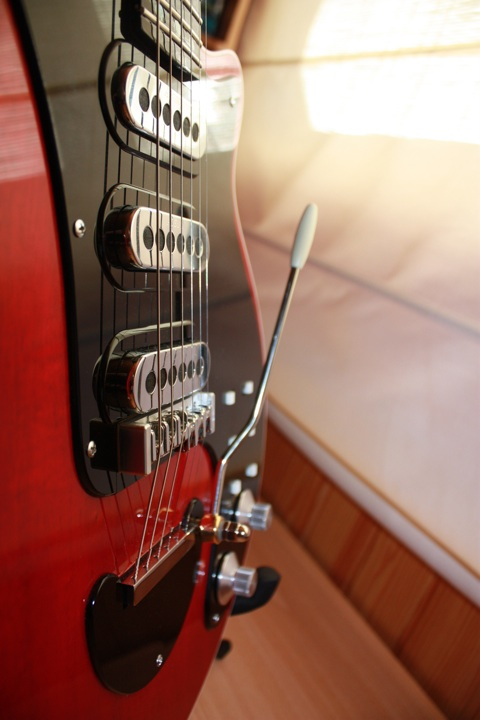
Corps d'une Red Special de fabrication industrielle.

Des répliques officielles de la Red Special ont été et sont toujours fabriquées en quantités et qualités variables. Par exemple, certains modèles haut-de-gamme reprennent toutes les fonctions de l'originale, les copies les moins chères n'en conservant qu'une partie. La plupart des versions des années 1980 et 1990 sont dues aux marques Guild (pour la période 1983-1991) et Burns (depuis 1991, des modèles coréens bon marché). Actuellement, trois entreprises fabriquent des modèles de Red Special : Brian May Guitars (BMG), qui a pris le relais de Burns en 2001, RS Guitars, modèles faits main en Arizona, États-Unis et KZ GuitarWorks, qui distribue des copies de la Red Special fabriquées au Japon. À sa sortie en 2001, la première copie estampillée BMG, a été élue « meilleure guitare de l'année » par Guitarist magazine. Ces copies, disponibles en sept finitions, dont une Antique cherry très proche en l'apparence de l'originale, ont été élaborées par Brian May, Barry Moorhouse, luthier chez House Music, et Pete Malandrone, technicien personnel de Brian May depuis de nombreuses années.

### Copies d'exception
Greg Fryer, un luthier australien et ami de Brian May, fabrique en 1996-1997 trois copies conformes de la Red Special avec l'accord de Brian May. Fryer va jusqu'à radiographier l'originale, prenant des mesures très précises concernant la qualité du bois afin de le reproduire au mieux grâce à un logiciel de DAO - CAO. Fryer baptise ces trois guitares John, Paul et George Burns. May possède John et George, Fryer s'étant réservé Paul, construite avec des bois de sonorité légèrement différente afin d'obtenir un son plus agressif.
En 2004, Andrew Guyton, luthier d'East Anglia, Royaume-Uni, créa 50 copies de la Red Special : quarante en rouge, pour célébrer le 40e anniversaire de cette guitare, et dix autres en vert. En effet, Guyton avait eu l'occasion de voir des copies de cette couleur, sorties chez Guild, et avait apprécié leur aspect. Il a récemment sorti une nouvelle édition, avec une touche décorée.
Un luthier de Bienne (Suisse) en construit également une en 1985. Après de nombreuses recherches et des heures de discussion avec les ingénieurs du son de Queen à Montreux, il part acheter les composants identiques à la guitare originale à Londres. Il a ensuite construit sa version en modifiant légèrement la forme, la couleur et le vibrato et remplace la distorsion intégrée Vox par un autre modèle.

### Modèle de voyage
En 2006, Brian May Guitars sort la Mini May, une version réduite de la Red Special de 17" du chevalet au sillet. La touche comporte toujours 24 frettes à jouer mais la frette zéro a été supprimée. Elle ne dispose que d'un seul micro, est dépourvue d'interrupteurs, et son manche est en érable.

## Restaurations et révisions
Après avoir surveillé de près la création de ses « sœurs jumelles » et pris acte de l'usure due à presque trente années de concerts, répétitions et enregistrements, May décide, en 1998, de confier la Red Special originale à Fryer. Pour cette restauration, il demande que soient utilisés autant d'éléments d'origine que possible ou, à défaut, des matériaux d'époque. Le vernis abîmé au dos de la guitare est enlevé, de petites pièces de bois remplacées. Le manche est redressé, et plusieurs accrocs du devant sont réparés. Fryer refait le manche et le corps en utilisant le même vernis que May à l'époque de la fabrication, du Rustin's Plastic. La touche est rajeunie et les inserts sont changés. La partie électronique doit également être recâblée et solidifiée, et une toilette cosmétique des cache-micro, des panneaux d'accès et de la plaque pickguard vient parachever le travail.
En 2005, à l'issue de la tournée de Queen + Paul Rodgers, May fait effectuer plusieurs révisions de la Red Special. La frette zéro est changée pour la première fois, son état ayant été jugé satisfaisant à l'époque de la restauration de 1998, et le trou ménagé pour le raccordement du cordon jack est agrandi. Malgré les années de jeu, les frettes d'origine, en très bon état, sont conservées.

## Caractéristiques particulières

- Câblage en série : Les microphones sont reliés en série, par opposition au plus traditionnel câblage en parallèle. Cette particularité donne aux microphones activés (deux ou les trois à la fois, sinon la modification n'a aucun effet particulier) un peu plus de basses et moins d'aigus.
- Interrupteurs marche/arrêt : Chaque microphone est pourvu de son interrupteur dédié. Cela permet d'utiliser les trois microphones à la fois, ou encore ceux du chevalet et du manche, configurations rarement possibles sur les guitares à trois micros de grande série.
- Inverseurs de phase : Chaque microphone est en outre relié à un interrupteur permettant d'inverser son sens de câblage et donc la phase du signal électrique. Ainsi, quand plus d'un micro est actif, et que l'un des deux est en position inversée, les fréquences moyennes et aiguës sont plus riches, les basses étant diminuées d'autant.
- Contrôles inversés : Par rapport à l'immense majorité des guitares de série, les potentiomètres de volume sonore et de tonalité sont inversés. La tonalité est près des microphones et le volume est déporté vers le bord.

## Fiche technique
- Corps :
  - Chêne et contreplaqué latté, placage acajou, corps de type semi-solid
  - Épaisseur maximale : 39 mm
- Manche :
  - Acajou de récupération, issu d'un linteau de cheminée bicentenaire
  - Inclinaison du manche : 2°
  - Angle de la tête : 4° vers l'arrière
  - Largeur à la frette zéro : 47 mm
  - Largeur à la 12e frette : 51 mm
  - Épaisseur à la frette zéro : 25 mm
  - Épaisseur à la 12e frette : 27 mm
- Touche :
  - Chêne, peinture noire
  - Rayon de courbure : 7" + 0,25"
  - Nombre de frettes : 24
  - Calibre des frettes : 24 X 1,2
  - Inserts : nacre, un point sur les 3e, 5e, 9e, 15e, 17e et 21e cases, deux sur les 7e et 19e cases, trois sur les 12e et 24e cases.
- Au sillet :
  - Frette zéro avec sillet en bakélite
- Cordes :
  - Diapason : 610 mm
  - Écartement des cordes au sillet : 41 mm
  - Écartement des cordes au chevalet : 49 mm
- Divers :
  - Microphones : trois Burns Tri-Sonic modifiés
  - Bras de vibrato : fait main
  - Plaque pickguard, cache-micro, plaque de cordier/chevalet : Perspex noir
  - Contrôles : Volume général, tonalité générale, interrupteurs marche/arrêt pour chaque microphone, interrupteur d'inversion de phase pour chaque microphone
  - Poids net : approximativement 3,6 kg

## Hommage par l'horloger Seiko
Début 2020, l'horloger japonais Seiko crée un bracelet-montre en série limitée en hommage à la Red Special de Brian May, qui porte une montre Seiko depuis une tournée japonaise avec Queen en 1970. Cette montre, elle aussi appelée Red Special, sort en série limitée à 9 000 exemplaires.

#### Sites de fabricants de répliques
- (en) site officiel de Brian May Guitars

#### Sites techniques personnels
- (en) Brianmayworld.com : site proposant des informations très détaillées sur la conception de la Red Special originale ;
- (en + es) ) Brianmaycentral/net : interviews, fiches techniques, photos.